# Linie následnictví nepálského trůnu
Následnictví nepálského trůnu se až do zrušení monarchie v roce 2008 řídilo principem kognatické primogenitury mezi legitimními a nemorganatickými členy královské rodiny (muži mají přednost před ženami jen na stejné úrovni tj. bratr před sestrou) tj. trůn dění nejstarší syn krále, popř. vnuk, poté mladší synové či vnuci a poté starší dcera, její potomci a poté mladší dcery a jejich potomci, přednost má starší linie před mladší. Šlo o stejný systém následnictví jako je používán ve Španělsku, Tonze, Thajsku, sousedním Bhútánu nebo donedávna v Británii. 
V roce 2006 navrhla nepálská vláda změnu pořadí následnictví trůnu na módní absolutní primogenituru, než ale došlo ke změně byla monarchie v Nepálu zrušena komunistickým parlamentem. Podle nepálské ústavy z roku 1990, ale změna následnictví trůnu náleží pouze králi.

## Současná linie následnictví
- JV král Tribhuvan (1906–1955)
  -  JV král Mahéndra (1920–1972)
    -  JV král Biréndra (1945–2001)
      -  JV král Dípéndra (1971–2001)

    -  JV král Gjánéndra (* 1947)
      - (1) Jkv korunní princ Paras (* 1971)
        - (2) Jkv Hridájéndra (* 2002)
        - (3) Jkv Purnika (* 2000)
        - (4) Jkv Kritika (* 2003)

      - (5) Prerana (* 1978)